# Svinmolke
Svinmolke (Sonchus asper) är en 10–100 cm hög ört.

## Beskrivning
Blommorna är gula, bladens kanter tandade med en liten tagg i spetsen på varje tand. Bladen är stjälkomfattande.

## Alternativa namn
- Svinmjölktistel
- Svintistel

## Användning
Svinmolke har ansetts särskilt bra för svin, därav namnet, och har även använts som grönsak.
Nu anses svinmolke vara ett ogräs.

## Etymologi
Sonchus är en latinisering av grekiska soos = säker, trygg och echein = att ha, d.v.s. "Bra att ha" p.g.a. den hälsosamma saften.
Asper är latin = sträv